# Leonor Sánchez de Castilla

Escudo del reino de Castilla y León.

Leonor Sánchez de Castilla (a.1374-1444). Hija de Sancho de Castilla, I conde de Alburquerque, y de una dama de nombre desconocido, fue priora del monasterio de Sancti Spiritus el Real de Toro.

## Orígenes familiares
Fue hija del conde Sancho de Castilla y de una dama de nombre desconocido. Sus abuelos paternos fueron el rey Alfonso XI de Castilla y su amante, Leonor de Guzmán. Fue hermanastra de Leonor de Alburquerque, reina consorte de Aragón por su matrimonio con el rey Fernando I de Aragón.

## Biografía
Leonor Sánchez de Castilla debió nacer antes de 1374, año en el que falleció su padre, el conde Sancho de Castilla. Contrajo un primer matrimonio con Sancho de Rojas, señor de Monzón de Campos, aunque no tuvo hijos con su primer marido. Su esposo, Sancho de Rojas, fue asesinado en 1393 por los criados del duque Fadrique de Castilla, hijo ilegítimo de Enrique II de Castilla. Algunos autores señalan la posibilidad de que Leonor Sánchez de Castilla hubiera mantenido una relación amorosa con el duque Fadrique de Castilla, y que por ello este último habría asesinado a Sancho de Rojas, a fin de poder casarse con su viuda.
Después de enviudar de su primer marido, Leonor Sánchez de Castilla estuvo comprometida con el asesino de su marido, Fadrique de Castilla. Dicho matrimonio no llegó a celebrarse, ya que el duque Fadrique fue encarcelado en 1394 por orden del rey Enrique III de Castilla y recluido en el castillo de Almodóvar del Río donde falleció en 1414. Además, el matrimonio no se celebró porque Leonor Sánchez de Castilla profesó como religiosa en el convento de dominicas del Sancti Spiritus de Benavente, actualmente desaparecido.
Tras haber permanecido varios años en el convento de dominicas del Sancti Spiritus de Benavente, Leonor Sánchez de Castilla se trasladó al monasterio de Sancti Spiritus el Real de Toro, a fin de reformarlo. Al llegar allí, cambió la primitiva advocación del convento y pasó a llamarse convento del Sancti Spiritus, a pesar de que la fundadora del convento, Teresa Gil, había dispuesto que se llamase de San Salvador. Además, Leonor Sánchez de Castilla impuso a la comunidad de monjas dominicas del convento la observancia de la regla de la Orden de Predicadores, y por ello es conocida como la primera priora de dicho convento, donde falleció en 1444.

## Sepultura
Leonor Sánchez de Castilla fue sepultada en el coro de la iglesia del convento del Sancti Spiritus de Toro. Su tumba está en el suelo y está cubierta por un rectángulo de azulejos policromados, y junto a ella está el sepulcro de la reina Beatriz de Portugal, esposa de Juan I de Castilla.

## Matrimonio y descendencia
Contrajo un primer matrimonio con Sancho de Rojas, señor de Monzón de Campos, aunque no tuvieron descendencia. Posteriormente, mantuvo una relación amorosa con su primo hermano el duque Fadrique de Castilla y fruto de dicha relación nació una hija: 
- Leonor de Castilla (1393-1470). Contrajo matrimonio con Pedro Manrique de Lara y Mendoza, VIII señor de Amusco, III señor de Treviño, Navarrete, Ocón, Redecilla y Paredes de Nava y adelantado mayor de Castilla. Después de enviudar profesó como religiosa en el monasterio de la Consolación de Calabazanos, que ella había fundado, y en el que fue sepultada.[3]